# Ornithomya
Ornithomya là một chi ruồi hút máu thuộc họ ruồi rận Hippoboscidae. Có 29 loài.. Chúng đều sống ký sinh trên chim..

## Phân bố
Ornithomya được tìm thấy rộng khắp trừ Châu Nam Cực, tuy nhiên phần lớn tìm thấy ở Châu Á và Châu Phi.

## Phân loại
- Chi Ornithomya Latreille, 1802

- Nhóm loài 'a'

- O. alpicola Maa, 1975
- O. anchineuria Speiser, 1905
- O. apelta Maa, 1969

- O. avicularia avicularia (Linnaeus, 1758)
- O. avicularia aobatonis Matsumura, 1905
- O. avicularia nigricornis Erichson, 1842

- O. bequaerti Maa, 1969
- O. candida Maa, 1967

- O. chloropus chloropus Bergroth, 1901
- O. chloropus extensa Maa, 1967
- O. chloropus montivaga Maa, 1975

- O. fringillina Curtis, 1836
- O. fuscipennis Bigot, 1885
- O. gigantea Bear & Friedberg, 1995
- O. marginalis Maa, 1964
- O. medinalis Maa, 1975
- O. opposita Walker, 1849
- O. papillosa Maa, 1964
- O. parva Macquart, 1843

- Nhóm loài 'b'

- O. biloba Dufour, 1827
- O. cecropis Hutson, 1971
- O. comosa Kolenati, 1930
- O. fur Schiner, 1868
- O. inocellata Ferris, 1930
- O. roubaudi Séguy, 1938

- Nhóm loài 'c'

- O. ambigua Lutz, 1915
- O. hoffmannae Bequaert, 1954

- Nhóm loài 'd'

- O. rottensis (Statz, 1940) (fossil)

- Incertae sedis

- O. areolata Maa, 1986
- O. clarki Paramonov, 1969
- O. greeni Maa, 1986
- O. rupes Hutson, 1981
- O. sorbens Hutson, 1971

## Hình ảnh

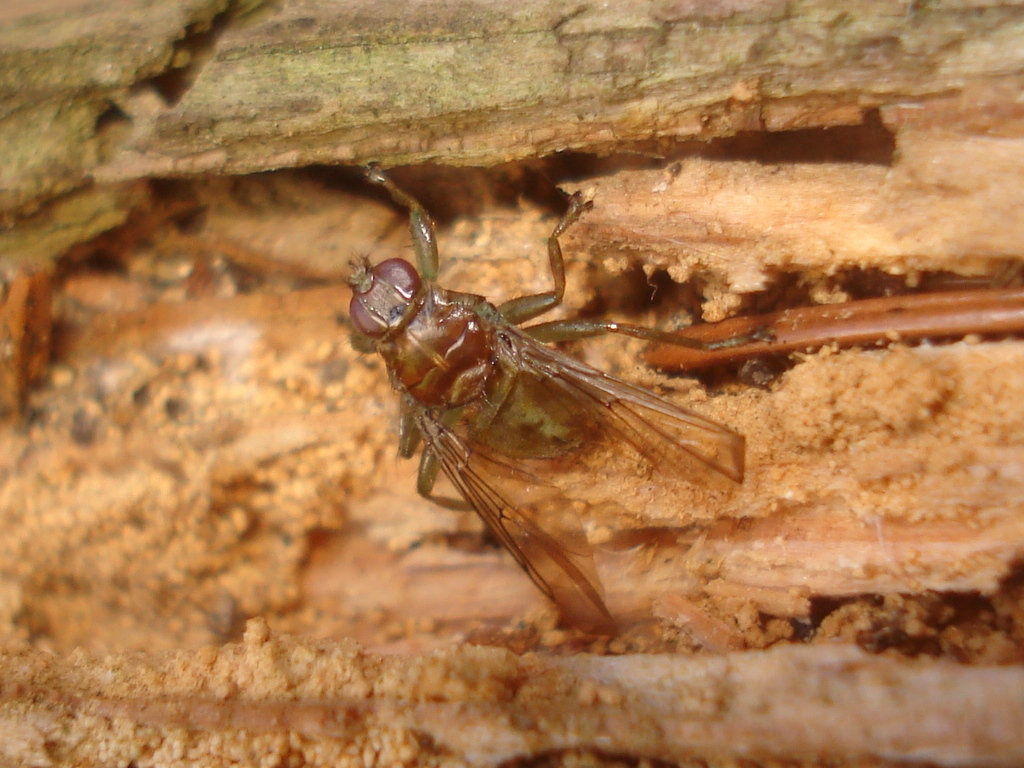